# Sân bay Florø
Sân bay Florø (IATA: FRO, ICAO: ENFL) (tiếng Na Uy: Florø lufthavn) là một sân bay phục vụ thị xã Florø ở Sogn og Fjordane, Na Uy. Sân bay này nằm ở phía nam trung tâm thị xã, trên một khu vực đất có tên Florelandet. Năm 2005, sân bay này đã phục vụ 141.194 lượt khách.
Dịch vụ bay do hãng Danish Air Transport cung cấp với máy bay cánh quạt ATR-42 kết nối với Bergen và Oslo theo hợp đồng nghĩa vụ dịch vụ công cộng.

## Các hãng hàng không và tuyến bay

### Thường lệ
- DAT Danish Air Transport (Bergen, Oslo)

### Trực thăng
- CHC Helikopter Service (Biển Bắc)